# バリア (曲)
『バリア』は、SixTONESの14作目のシングル。2025年3月19日にSony Music Labelsから発売された。

## リリース
表題曲「バリア」は、最愛の人を守り抜く信念を、力強いメロディ、ラップ、疾走感あふれるダンサブルなバンドサウンドで表現したミクスチャーロック。また、本楽曲は、メンバーのジェシーと福本莉子がW主演を務める映画『お嬢と番犬くん』主題歌に起用された。
本シングルは、初回盤・MTV Unplugged盤・通常盤の3形態でリリースされた。初回盤には、カップリング曲「ABRACADABRA」が収録され、DVDには「バリア」ミュージックビデオとメイキング映像、2種類のダンスパフォーマンス映像が収録されている。
MTV Unplugged盤には、昨年12月に出演したMTV主催のアコースティックライブ「MTV Unplugged: SixTONES」が収録されている。「こっから」「Strawberry Breakfast」「Telephone」や、ザ・チェインスモーカーズ「Closer」、ジャスティン・ビーバー「Love Yourself」のカバーなど、本公演で披露された全楽曲のライブ音源が収録され、DVDには、放送ではカットされた未公開曲のパフォーマンスや、MCを含むライブ映像が収録されている。
通常盤には、カップリング曲として新曲「Snooze」「崩壊前夜」、さらに前作「GONG」「ここに帰ってきて」のリミックスバージョンが収録される。「GONG」のリミックスは、ロックバンド・King Gnuのベーシスト・新井和輝が担当している。

### プロモーション
- 2月22日に開催されたドームツアー「YOUNG OLD」京セラドーム大阪公演にて、本楽曲を初披露した。2月25日には、公演映像が公式YouTubeチャンネルにて公開された[10]。
- 3月8日「MTV Unplugged: SixTONES」より「Strawberry Breakfast」の公演映像が公式YouTubeチャンネルにて公開された[11]。18日には「Call me」の公演映像が公開された[12]。
- 3月17日に放送されたTBS系列『CDTVライブ! ライブ!』にて、本楽曲をフルサイズでテレビ初披露した[13]。
- 5月17日、本楽曲を含めた全66曲がサブスク解禁され、ストリーミング&ダウンロード配信された[14]。

### 特典
- 初回盤：ステッカー（絆創膏デザインでバリア）[15]
- 通常盤：ファイル（大切な書類をバリア）[15]
- MTV Unplugged盤：カードケース（お気に入りのカードをバリア）[15]

## 収録曲

### CD

#### 初回盤
1. バリア [4:12]
作詞・作曲：Zembnal、編曲：Naoki Itai / Zembnal
  - ジェシー主演映画『お嬢と番犬くん』主題歌
2. ABRACADABRA [3:46]
作詞：Atsushi Shimada、作曲：Jimmy Claeson / Andreas Ohrn / MiNE、編曲：Andreas Ohrn

#### 通常盤
1. バリア
2. Snooze [3:04]
作詞：ONIGASHIMA、作曲：Federico Valerio Crivicich、編曲：Federico Valerio Crivicich
3. 崩壊前夜 [4:32]
作詞：idom、作曲：idom / Takashi Yamaguchi、編曲：Takashi Yamaguchi
4. GONG -Kazuki Arai Remix- [3:48]
作詞・作曲・編曲：Zembnal
  - King Gnuのベーシスト・新井和輝によるリミックス[9]
5. ここに帰ってきて -Dazzling UK Garage Remix- [2:48]
作詞：MS / Sam Homma / Ryuichi Kureha / Utoro Sunset、作曲：MS / Sam Homma、編曲：Ryuichi Kureha / Naoki Itai
6. バリア -Instrumental-

#### MTV Unplugged盤
1. バリア
2. Introduction 1 -Live on MTV Unplugged- [1:48]
3. こっから -Live on MTV Unplugged- [4:06]
4. マスカラ -Live on MTV Unplugged- [3:35]
5. Closer -Live on MTV Unplugged- [4:26]
6. Curtain Call -Live on MTV Unplugged- [3:46]
7. Call me -Live on MTV Unplugged- [3:35]
8. ここに帰ってきて -Live on MTV Unplugged- [3:01]
9. セピア -Live on MTV Unplugged- [3:33]
10. 共鳴 -Live on MTV Unplugged- [4:03]
11. Strawberry Breakfast -Live on MTV Unplugged- [4:46]
12. Tu-tu-lu -Live on MTV Unplugged- [2:51]
13. Love Yourself -Live on MTV Unplugged- [4:08]
14. Imitation Rain -Live on MTV Unplugged- [5:29]
15. Telephone -Live on MTV Unplugged- [4:00]
16. Lifetime -Live on MTV Unplugged- [4:36]
17. Good Luck! -Live on MTV Unplugged- [4:09]
18. Introduction 2 -Live on MTV Unplugged- [1:13]
19. Chillin' with you -Live on MTV Unplugged- [3:33]
20. 音色 -Live on MTV Unplugged- [4:28]

### DVD

#### 初回盤
1. バリア -Music Video-
2. バリア -Music Video Making-
3. バリア -Street Dance Performance Only ver.-
4. バリア -Museum Dance Performance Only ver.-

#### MTV Unplugged盤
1. MTV Unplugged: SixTONES
  1. こっから
  2. マスカラ
  3. Closer
  4. Curtain Call
  5. Call me
  6. ここに帰ってきて
  7. セピア

-MC-
  1.  共鳴
  2. Strawberry Breakfast
  3. Tu-tu-lu
  4. Love Yourself
  5. Imitation Rain
  6. Telephone
  7. Lifetime
  8. Good Luck!
  9. Chillin' with you
  10. 音色

## チャート成績
初週36.3万枚を売り上げ、オリコン週間シングルランキングにて初登場1位を記録した。初週売上は、男性アーティスト今年度最高記録となった。前作「GONG/ここに帰ってきて」に続き、13作連続・通算13作目の1位獲得となった。また、男性アーティスト史上5組目となる、13作連続での初週売上30万枚超えも達成した。